# Sunrise with Sea Monsters
Sunrise with Sea Monsters är en oljemålning utförd av den brittiske konstnären William Turner, ungefär 1845, dvs. i slutet av hans karriär. Målningen kom till vid ett besök i den engelska kuststaden Margate. Den avbildar en disig soluppgång i gult över ett upprört grått hav. I vänster nederkant lurar rosa och röda virvlar som vanligen tolkas som sjömonstren som gett målningen dess namn.